# Fosa miejska w Głogowie
Fosa miejska w Głogowie – część fortyfikacji w postaci suchego rowu, powstałego w XVII wieku, podczas wojny trzydziestoletniej, kiedy to zapadła decyzja o utworzeniu z Głogowa twierdzy.

## Historia
W XVII wieku miasto otoczone zostało bastionowym narysem fortyfikacji, w skład których wchodziło 11 bastionów, fosa oraz wały ziemne. Do naszych czasów przetrwał odcinek suchej fosy wraz z dwoma bastionami „Sebastian” i „Leopold”. Do jej wnętrza można wejść od ul. Szkolnej oraz od ul. Rzeźniczej (schodki przy targowisku). Fosa dzisiaj ma charakter rekreacyjno-spacerowy. Po rozebraniu fortyfikacji na początku XX wieku pozostawiono istniejący do dziś fragment i urządzono w nim m.in. rozarium, liczące ok. 2000 krzaków róż oraz zrealizowano liczne nasadzenia drzew egzotycznych i ozdobnych (dziś wchodzących w skład przyrodniczej ścieżki dydaktycznej).
Twierdza Głogów była wielokrotnie przebudowywana i modernizowana. Co jakiś czas wzbogacano ją o kolejne dzieła fortyfikacyjne, stąd w samej fosie znajdują się m.in. kazamata, tunele kontrminowe, poterny oraz zachowany odcinek podziemnego bloku koszarowego u wylotu fosy przy ul. Szkolnej. 18 grudnia 1963 roku obwarowania miejskie zostały wpisane do rejestru zabytków pod numerem A/2643/668. W 2013 roku zostało zamontowana iluminacja fosy. 2016 roku przeprowadzono odwodnienie fosy. 

## Galeria

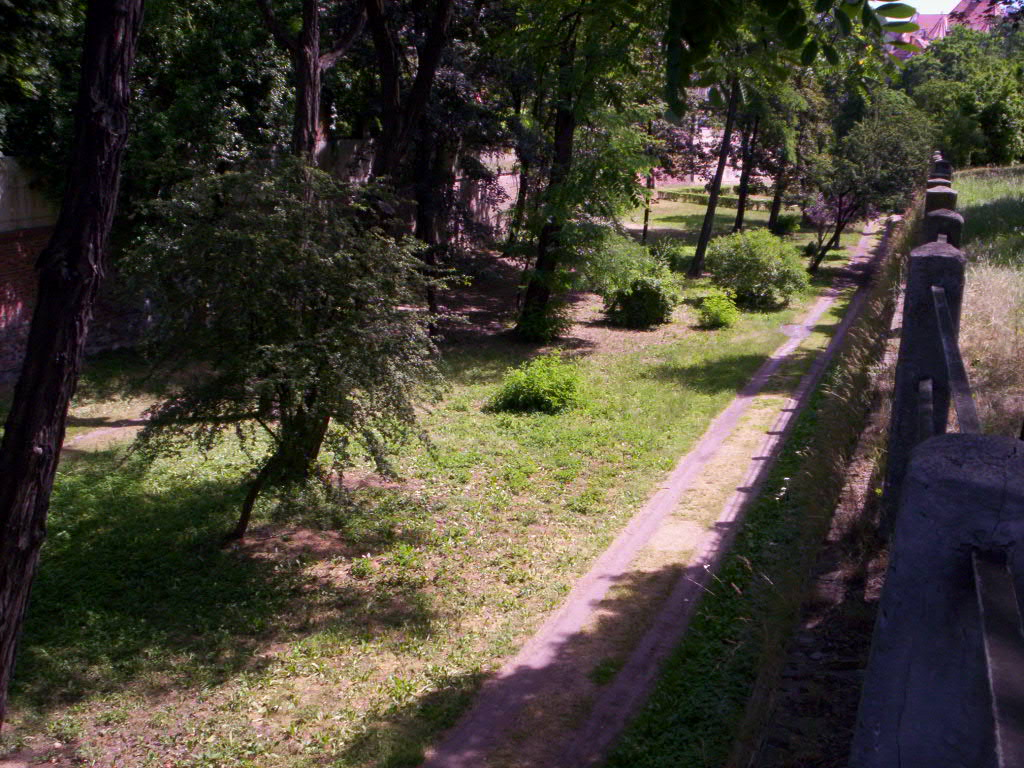
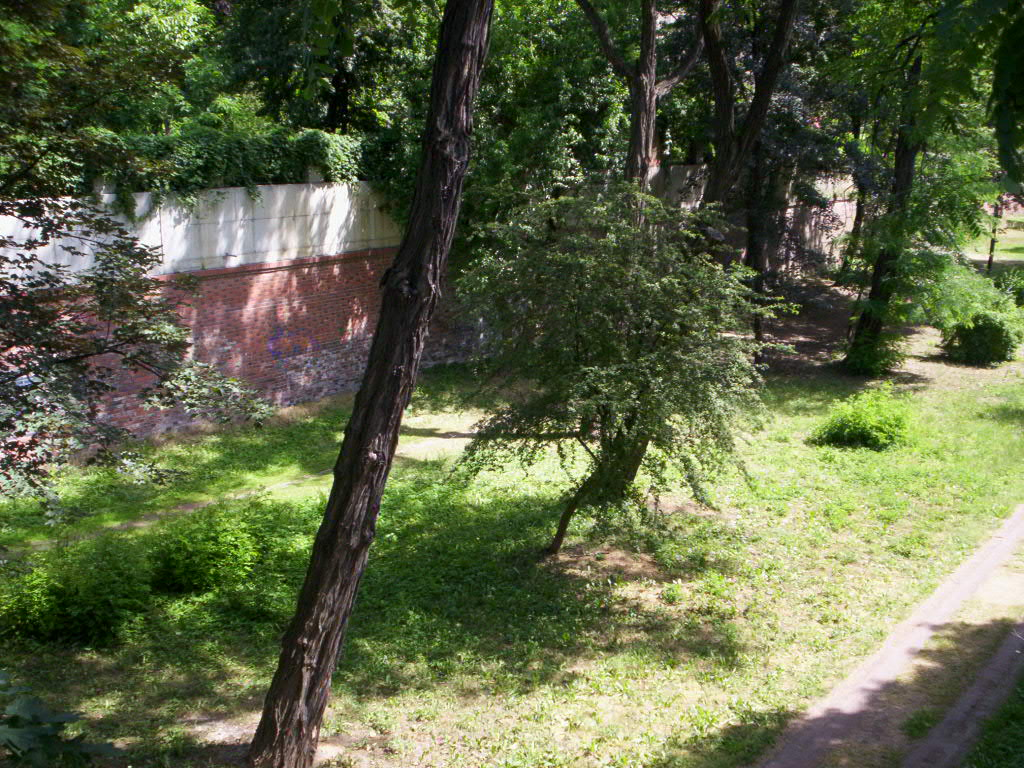
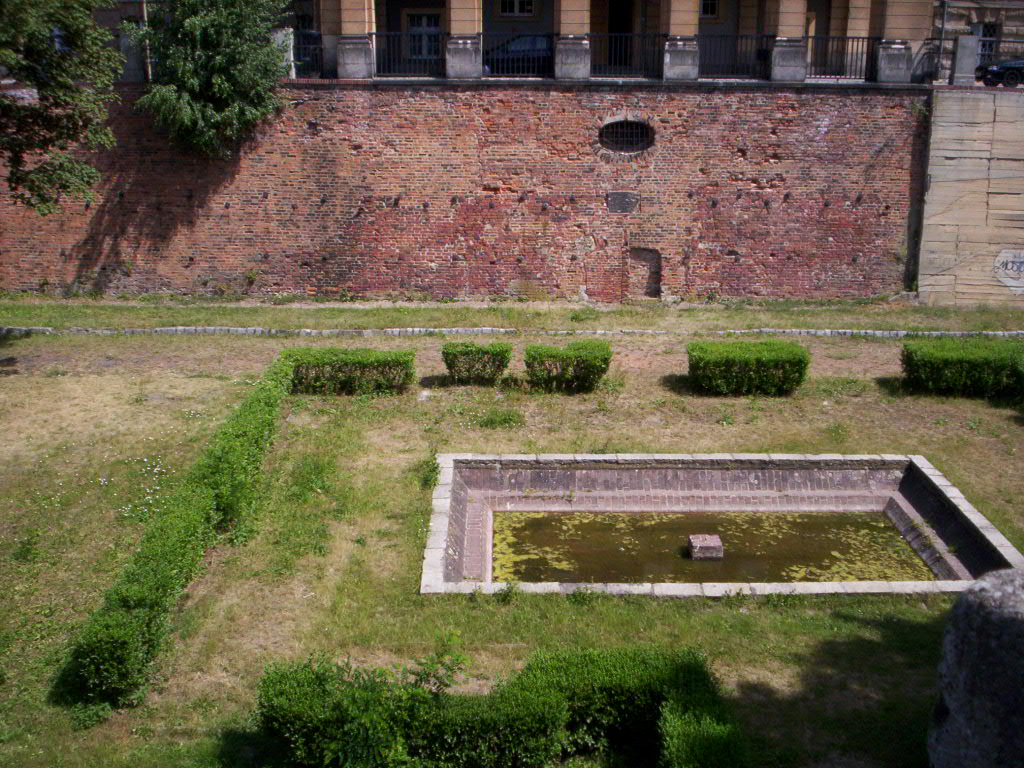